# Dźwięki wojny
Dźwięki wojny (tyt. oryg. Tingujt e luftës) – albański film fabularny z roku 1976 w reżyserii Xhanfise Keko.

## Opis fabuły
Akcja filmu rozgrywa się w czasie II wojny światowej. 
Bardhi, pochodzący z ubogiej rodziny, zostaje przyjęty do pracy w domu bogatego kupca, Galipa Shkembiego, który ma syna Nardiego. W tym domu Eqerem uczy młodego Nardiego gry na skrzypcach. Przypadkowo odkrywa wyjątkowy talent muzyczny u Bardhiego. Z pomocą Eqerema Bardhi uczy się grać, ale przy okazji przyłącza się do ruchu oporu i bierze udział w walkach.
Film był realizowany w Durrës.

## Obsada
- Ndrek Luca jako Selim
- Reshat Arbana jako Nauczyciel Eqerem
- Sulejman Pitarka jako Galip Shkëmbi
- Antoneta Papapavli jako Żona Galipa
- Sokol Goxhi jako Bardhi
- Rubin Pitarka jako Nardi
- Anila Kardashi jako Lulja
- Sulejman Dibra
- Vangjel Heba
- Lutfi Hoxha
- Adrian Laperi